# Семеренко Віта Олександрівна
Віта[a] Олекса́ндрівна Семере́нко (нар. 18 січня 1986, смт. Краснопілля, Сумська область) — українська біатлоністка, заслужений майстер спорту України, член національної збірної команди України,Олімпійська Чемпіонка, Бронзова призерка Олімпійських ігор з біатлону, одна з найуспішніших спортсменок з зимових видів спорту в Україні, семиразова призерка чемпіонатів світу, переможниця й призерка етапів Кубка світу, п'ятиразова чемпіонка Європи з біатлону. Учасниця Олімпійських ігор 2010 року у Ванкувері, 2014 року у Сочі та 2018 року у Пхьончхані.
Навчалася у Сумському державно педагогічному університеті ім. А. С. Макаренка.
Тренери: Байда Світлана Іванівна, Шамрай Григорій Іванович.
Мультимедаліст Олімпійських ігор у Сочі-2014.р. 

## Життєпис

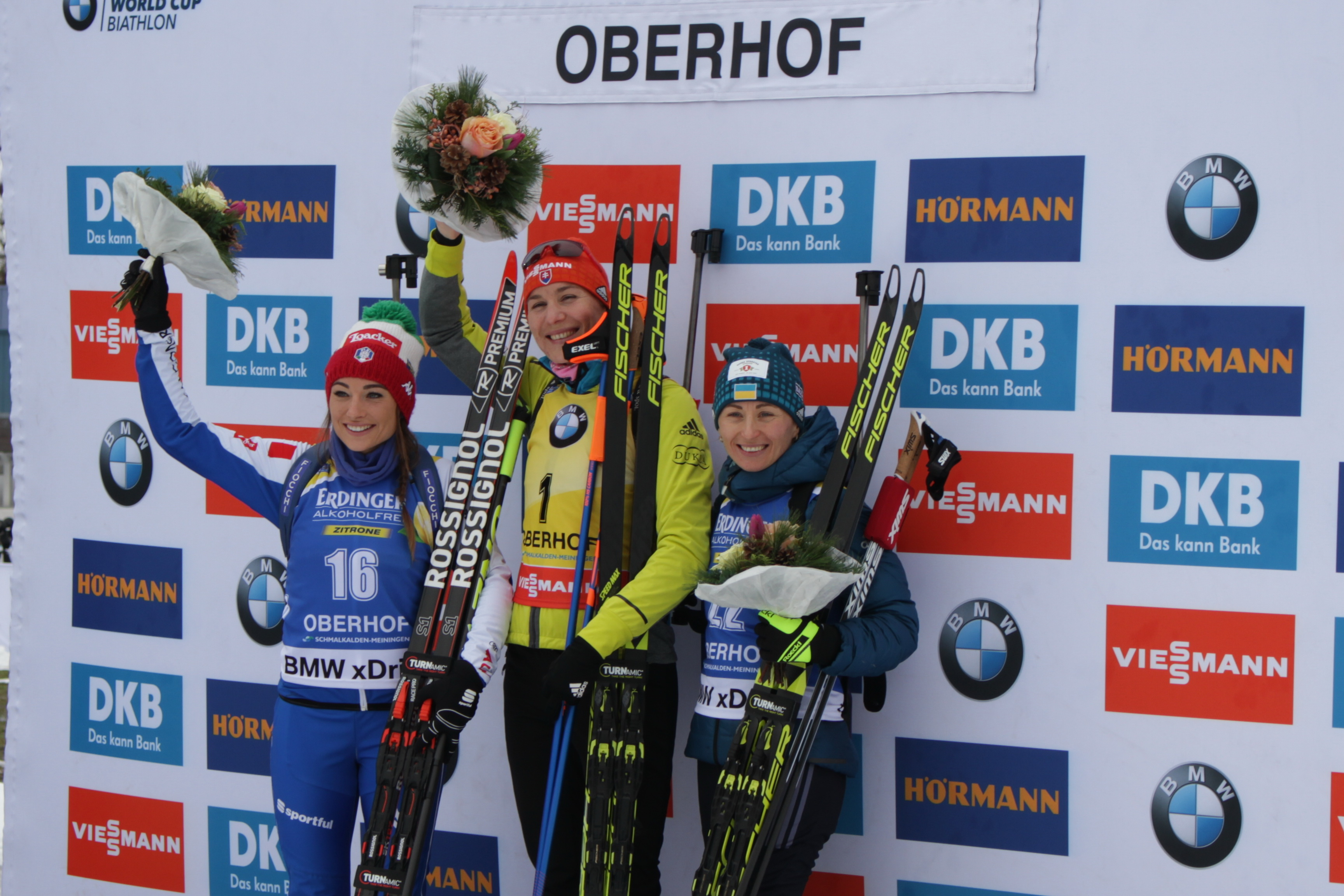
Віта Семеренко на етапі кубка світу в Обергофі, Німеччина

На чемпіонаті світу 2008 року в Естерсунді Віта посіла 4-те місце в гонці з масовим стартом і друге місце в естафеті.
На Чемпіонаті Світу 2009 року в Південній Кореї посіла 4-те місце в масстарті
На чемпіонаті світу 2011 року в Ханти-Мансійську здобула «бронзу» в індивідуальній гонці і «срібло» в естафеті, однак через порушення антидопінгових правил Оксаною Хвостенко Міжнародний союз біатлоністів позбавив українську жіночу естафетну четвірку другого місця в гонці чемпіонату світу з біатлону-2011.
У квітні 2011 року Віта здобула перемогу в традиційних змаганнях з біатлону «Приз пам'яті Фатьянова», що відбувались на Камчатці. Вона перемогла у спринті та у гонці переслідування, отримавши головний приз турніру — автомобіль «Мерседес».
На чемпіонаті світу 2012 року Віта здобула бронзову медаль у спринті.
У березні 2009, 2010, 2011 2012 і 2014  років рішенням експертної комісії НОКу визнавалася найкращою спортсменкою місяця в Україні.
На чемпіонаті світу 2013 року здобула бронзову медаль у спринті й срібну в естафеті.
На Олімпіаді в Сочі здобула «бронзу» в спринті й «золото» в естафетній гонці 4 по 6 км (збірна України виступила у складі Юлії Джими, Віти Семеренко, Валі Семеренко та Олени Підгрушної).
На Чемпіонаті Світу 2019 та 2020 року здобула  бронзові медалі в естафетах
Нагороджена орденом княгині Ольги I ступеня.

## Родина
Віта Семеренко — сестра-близнючка української біатлоністки Валі Семеренко.
Чоловік Віти — Андрій Пацюк, колишній футболіст клубу «Явір» (Краснопілля). 19 вересня 2016 року у подружжя народився син Марк.

## Виступи на Олімпійських іграх
|                                               | Змагання      | Змагання | Змагання       | Змагання  | Змагання | Змагання         | Змагання |
|                                               | Індивідуальна | Спринт   | Переслідування | Мас-старт | Естафета | Змішана естафета |          |
| --------------------------------------------- | ------------- | -------- | -------------- | --------- | -------- | ---------------- | -------- |
| XXI Зимові Олімпійські ігри 2010, Ванкувер    | 22            | 34       | 42             | -         | 6        | Н/Д              |          |
| XXII Зимові Олімпійські ігри 2014, Сочі       | 29            | 2        | 10             | 16        | 1        | -                |          |
| XXIII Зимові Олімпійські ігри 2018, Пхьончхан | 63            | 14       | 18             |           | 11       | -                |          |

З сезону 2012 року результати Зимових Олімпійських ігор не зараховуються до загального заліку Кубку світу.

## Виступи на чемпіонатах світу
| Рік  | Місце проведення          | Інд | Спр | Пр  | МС | Ест | ЗМ |
| ---- | ------------------------- | --- | --- | --- | -- | --- | -- |
| 2007 | Разун-Антерсельва, Італія | 20  | 12  | 20  | 20 | 9   |    |
| 2008 | Естерсунд, Швеція         | 13  | 35  | DNS | 4  | 2   |    |
| 2009 | Пхьончхан, Південна Корея | 12  | 26  | 19  | 4  | DNF |    |
| 2010 | Ханти-Мансійськ, Росія    |     |     |     |    |     | 6  |
| 2011 | Ханти-Мансійськ, Росія    | 3   | 17  | 17  | 24 | DSQ | 8  |
| 2012 | Рупольдінг, Німеччина     | 16  | 3   | 8   | 7  | 6   | 14 |
| 2013 | Нове Место, Чехія         | 5   | 3   | 9   | 4  | 2   |    |
| 2019 | Естерсунд, Швеція         |     | 76  |     |    | 3   | 7  |
| 2020 | Антерсельва, Італія       | 29  | 11  | 39  |    | 3   |    |

## Виступи на чемпіонатах Європи
| Рік   | Місце проведення            | Інд | Спр | Пр  | Ест | ЗМ | СС |
| 2005* | Новосибірськ, Росія         | 11  | 15  | 8   | 3   | —  | —  |
| 2006* | Лангдорф, Німеччина         | 34  | 9   | DNF | —   | —  | —  |
| 2007  | Бансько, Болгарія           | 7   | 2   | 7   | 3   | —  | —  |
| 2008  | Нове Место-на-Мораві, Чехія | —   | —   | —   | 1   | —  | —  |
| 2009  | Уфа, Росія                  | —   | 5   | 2   | 1   | —  | —  |
| 2010  | Отепя, Естонія              | 9   | 3   | 1   | 2   | —  | —  |
| 2011  | Ріднау-Валь-Ріданна, Італія | —   | —   | —   | 1   | —  | —  |
| 2012  | Брезно-Осрбліє, Словаччина  | DNS | —   | —   | 1   | —  | —  |
| 2019  | Раубичі, Білорусь           | 51  | 17  | 16  | —   | 7  | —  |
| 2020  | Раубичі, Білорусь           | —   | 31  | —   | —   | —  | 16 |

[*] — юніорські змагання

## Кубок світу
- Всього сезонів — 12
- Найвищі місця в рейтингу — 10 (сезон 2012-13); 12 (сезон 2011-12)
- Індивідуальних перемог — 0
- Всього перемог — 3
- Індивідуальних подіумів — 10 (0 золотих, 3 срібних, 7 бронзових)
- Всього подіумів — 24 (3 золотих, 11 срібних, 10 бронзових)

### Місця в кубках світу

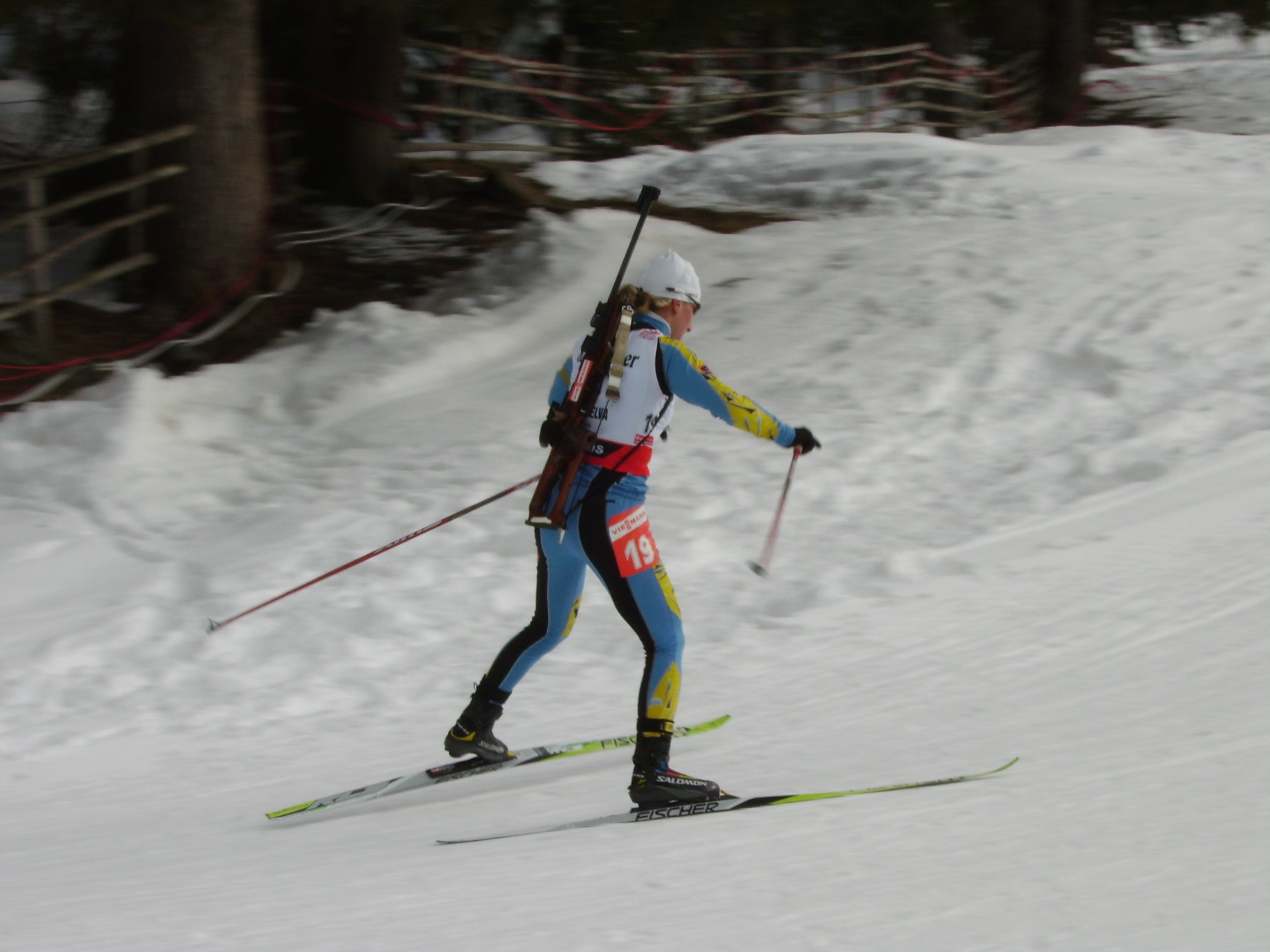
Віта Семеренко на стартовій позиції на Чемпіонаті світу з біатлону 2007 року в Антерселві, Італія

| Сезон   | Індивідуальна | Спринт       | Переслідування | Мас-старт    | Загальний залік |
| ------- | ------------- | ------------ | -------------- | ------------ | --------------- |
|         | Місце (очки)  | Місце (очки) | Місце (очки)   | Місце (очки) | Місце (очки)    |
| 2006-07 | 39 (18)       | 50 (22)      | 50 (11)        | 40 (11)      | 46 (62)         |
| 2007-08 | 18 (36)       | 39 (45)      | — (0)          | 24 (51)      | 38 (132)        |
| 2008-09 | 7 (111)       | 10 (240)     | 18 (132)       | 17 (106)     | 13 (626)        |
| 2009-10 | 25 (58)       | 23 (154)     | 18 (111)       | 13 (125)     | 19 (453)        |
| 2010-11 | 7 (128)       | 18 (207)     | 19 (129)       | 18 (102)     | 15 (566)        |
| 2011-12 | 20 (47)       | 12 (254)     | 13 (185)       | 10 (136)     | 12 (622)        |
| 2012-13 | 16 (70)       | 10 (281)     | 14 (203)       | 3 (185)      | 10 (739)        |
| 2013-14 | 50 (8)        | 29 (124)     | 23 (124)       | — (0)        | 31 (256)        |
| 2017-18 | 54 (1)        | 10 (185)     | 11 (154)       | 17 (97)      | 15 (437)        |
| 2018-19 | — (0)         | 30 (99)      | 50 (36)        | 48 (4)       | 46 (139)        |
| 2019-20 | 39 (25)       | 35 (79)      | 29 (67)        | —            | 41 (171)        |

### Подіуми на етапах кубків світу
| Сезон   | Місце проведення               | Змагання         | Результат |
| ------- | ------------------------------ | ---------------- | --------- |
| 2007-08 | Естерсунд, Швеція — ЧС         | Естафета         | 2         |
| 2008-09 | Гохфільцен, Австрія            | Спринт           | 2         |
| 2008-09 | Обергоф, Німеччина             | Естафета         | 1         |
| 2008-09 | Ванкувер, Канада               | Індивідуальна    | 3         |
| 2009-10 | Осло, Норвегія                 | Масстарт         | 2         |
| 2010-11 | Гохфільцен, Австрія            | Естафета         | 2         |
| 2010-11 | Поклюка, Словенія              | Змішана естафета | 2         |
| 2010-11 | Ханти-Мансійськ, Росія — ЧС    | Індивідуальна    | 3         |
| 2011-12 | Рупольдінг, Німеччина — ЧС     | Спринт           | 3         |
| 2011-12 | Ханти-Мансійськ, Росія         | Спринт           | 2         |
| 2011-12 | Ханти-Мансійськ, Росія         | Переслідування   | 3         |
| 2012-13 | Гохфільцен, Австрія            | Естафета         | 2         |
| 2012-13 | Обергоф, Німеччина             | Естафета         | 1         |
| 2012-13 | Нове Место, Чехія — ЧС         | Спринт           | 3         |
| 2012-13 | Нове Место, Чехія — ЧС         | Естафета         | 2         |
| 2013-14 | Гохфільцен, Австрія            | Естафета         | 1         |
| 2013-14 | Ансі — Ле Гран Борнан, Франція | Естафета         | 2         |
| 2013-14 | Рупольдінг, Німеччина          | Естафета         | 3         |
| 2017-18 | Гохфільцен, Австрія            | Естафета         | 2         |
| 2017-18 | Ансі — Ле Гран Борнан, Франція | Спринт           | 3         |
| 2017-18 | Обергоф, Німеччина             | Переслідування   | 3         |
| 2017-18 | Контіолахті, Фінляндія         | Змішана естафета | 2         |
| 2018-19 | Естерсунд, Швеція — ЧС         | Естафета         | 3         |
| 2019-20 | Антерсельва, Італія — ЧС       | Естафета         | 3         |

### Статистика виступів у Кубку світу
| 2020–2021 | Контіолахті | Контіолахті | Контіолахті | Контіолахті | Контіолахті | Гохфільцен | Гохфільцен | Гохфільцен | Гохфільцен | Гохфільцен | Гохфільцен | Обергоф | Обергоф | Обергоф | Обергоф | Обергоф | Обергоф | Антерсельва | Антерсельва | Антерсельва | ЧС Поклюка | ЧС Поклюка | ЧС Поклюка | ЧС Поклюка | ЧС Поклюка | ЧС Поклюка | Нове Место | Нове Место | Нове Место | Нове Место | Нове Место | Нове Место | Естерсунд | Естерсунд | Естерсунд | Підсумки | Підсумки |
| 2020–2021 | Інд         | Спр         | Спр         | Ест         | Пр          | Спр        | Ест        | Пр         | Спр        | Пр         | МС         | Спр     | Пр      | ЗМ      | Спр     | Ест     | МС      | Інд         | МС          | Ест         | ЗМ         | Спр        | Пр         | Інд        | Ест        | МС         | Ест        | Спр        | Пр         | Спр        | Пр         | ЗМ         | Спр       | Пр        | МС        | Очок     | Місце    |
| 2020–2021 | 68          | 71          | —           | 5           | —           | 69         | —          | —          | —          | —          | —          | 60      | —       | —       | —       | —       | —       | —           | —           | 8           | —          | —          | —          | 41         | —          | —          | —          | —          | —          | —          | —          | —          | —         | —         | —         | —        | —        |

| 2019–2020 | Остерсунд | Остерсунд | Остерсунд | Остерсунд | Гохфільцен | Гохфільцен | Гохфільцен | Ансі | Ансі | Ансі | Обергоф | Обергоф | Обергоф | Рупольдінг | Рупольдінг | Рупольдінг | Поклюка | Поклюка | Поклюка | ЧМ Антерсельва | ЧМ Антерсельва | ЧМ Антерсельва | ЧМ Антерсельва | ЧМ Антерсельва | ЧМ Антерсельва | ЧМ Антерсельва | Нове Место | Нове Место | Нове Место | Контіолахті | Контіолахті | Контіолахті | Гольменколлен | Гольменколлен | Гольменколлен | Підсумки | Підсумки |
| 2019–2020 | ЗМ        | Спр       | Інд       | Ест       | Спр        | Ест        | Пр         | Спр  | Пр   | МС   | Спр     | МС      | Ест     | Спр        | Ест        | Пр         | Інд     | ЗМ      | МС      | ЗМ             | Спр            | Пр             | Інд            | ОЗМ            | Ест            | МС             | Спр        | Ест        | МС         | Спр         | Пр          | ЗМ          | Спр           | Пр            | МС            | Очок     | Місце    |
| 2019–2020 | 15        | 10        | 28        | 9         | 52         | 4          | 35         | 50   | 22   | —    | 52      | —       | —       | 34         | 6          | 8          | —       | —       | —       | —              | 11             | 39             | 29             | —              | 3              | —              | 43         | —          | —          | 30          | 35          | —           | —             | —             | —             | 171      | 41       |

| 2018–2019 | Поклюка | Поклюка | Поклюка | Поклюка | Гохфільцен | Гохфільцен | Гохфільцен | Нове Место | Нове Место | Нове Место | Обергоф | Обергоф | Обергоф | Рупольдінг | Рупольдінг | Рупольдінг | Антерсельва | Антерсельва | Антерсельва | Кенмор | Кенмор | Солджер Голлов | Солджер Голлов | Солджер Голлов | ЧС Остерсунд | ЧС Остерсунд | ЧС Остерсунд | ЧС Остерсунд | ЧС Остерсунд | ЧС Остерсунд | Гольменколлен | Гольменколлен | Гольменколлен | Підсумки | Підсумки | Підсумки |
| 2018–2019 | ЗМ      | Інд     | Спр     | Пр      | Спр        | Пр         | Ест        | Спр        | Пр         | МС         | Спр     | Пр      | Ест     | Спр        | Ест        | МС         | Спр         | Пр          | МС          | Інд    | Ест    | Спр            | Пр             | ЗМ             | ЗМ           | Спр          | Пр           | Інд          | Ест          | МС           | Спр           | Пр            | МС            | Очок     | Місце    |          |
| 2018–2019 | 9       | 41      | —       | —       | 53         | DNS        | 8          | 7          | 31         | 29         | 6       | 26      | 8       | 29         | 15         | —          | 78          | —           | —           | —      | —      | —              | —              | —              | 7            | 76           | —            | —            | 3            | —            | 28            | 30            | —             | 139      | 45       |          |

| 2017–2018 | Естерсунд | Естерсунд | Естерсунд | Естерсунд | Естерсунд | Гохфільцен | Гохфільцен | Гохфільцен | Анесі | Анесі | Анесі | Обергоф | Обергоф | Обергоф | Рупольдінг | Рупольдінг | Рупольдінг | Антгольц | Антгольц | Антгольц | ОІ Пхьончхан (*) | ОІ Пхьончхан (*) | ОІ Пхьончхан (*) | ОІ Пхьончхан (*) | ОІ Пхьончхан (*) | ОІ Пхьончхан (*) | Контіолахті | Контіолахті | Контіолахті | Контіолахті | Холменколен | Холменколен | Холменколен | Тюмень | Тюмень | Тюмень | Підсумки | Підсумки | Підсумки |
| 2017–2018 | ОЗМ       | ЗМ        | Інд       | Спр       | Пр        | Спр        | Пр         | Ест        | Спр   | Пр    | МС    | Спр     | Пр      | МС      | Інд        | Ест        | МС         | Спр      | Пр       | МС       | Спр              | Пр               | Інд              | МС               | ЗМ               | Ест              | Спр         | ОЗМ         | ЗМ          | МС          | Спр         | Пр          | Ест         | Спр    | Пр     | МС     | Очок     | Місце    |          |
| 2017–2018 | 6         | —         | 40        | 21        | 18        | 4          | 16         | 2          | 3     | 8     | 17    | 22      | 3       | 5       | 5          | 11         | 13         | —        | 11       | 10       | 14               | 18               | 63               | 24               | —                | 11               | 7           | —           | 2           | 17          | 66          | —           | 8           | —      | —      | —      | 437      | 15       |          |

| 2013–2014 | Остерсунд | Остерсунд | Остерсунд | Остерсунд | Гохфільцен | Гохфільцен | Гохфільцен | Анесі | Анесі | Анесі | Обергоф | Обергоф | Обергоф | Рупольдінг | Рупольдінг | Рупольдінг | Антхольц | Антхольц | Антхольц | Поклюка | Поклюка | Поклюка | Контіолахті | Контіолахті | Контіолахті | Холменколен | Холменколен | Холменколен | Підсумки | Підсумки | Підсумки |
| 2013–2014 | ЗМ        | Інд       | Спр       | Пр        | Спр        | Ест        | Пр         | Ест   | Спр   | Пр    | Спр     | Пр      | МС      | Ест        | Інд        | Пр         | Спр      | Пр       | Ест      | Спр     | Пр      | МС      | Спр         | Спр         | Пр          | Спр         | Пр          | МС          | Очок     | Місце    |          |
| 2013–2014 | —         | —         | —         | —         | 24         | 1          | 8          | 2     | 14    | 12    | 17      | DNF     | —       | 3          | 33         | DNS        | —        | —        | —        | 12      | —       | —       | 44          | 21          | 20          | 34          | 8           | —           | 256      | 31       |          |

| 2012–2013 | Остерсунд | Остерсунд | Остерсунд | Остерсунд | Гохфільцен | Гохфільцен | Гохфільцен | Поклюка | Поклюка | Поклюка | Обергоф | Обергоф | Обергоф | Рупольдінг | Рупольдінг | Рупольдінг | Антхольц | Антхольц | Антхольц | ЧС Нове Место | ЧС Нове Место | ЧС Нове Место | ЧС Нове Место | ЧС Нове Место | ЧС Нове Место | Холменколен | Холменколен | Холменколен | Сочі | Сочі | Сочі | Ханти-Мансійськ | Ханти-Мансійськ | Ханти-Мансійськ | Підсумки | Підсумки | Підсумки |
| 2012–2013 | ЗМ        | Інд       | Спр       | Пр        | Спр        | Пр         | Ест        | Спр     | Пр      | МС      | Ест     | Спр     | Пр      | Ест        | Спр        | МС         | Спр      | Пр       | Ест      | ЗМ            | Спр           | Пр            | Інд           | Ест           | МС            | Спр         | Пр          | МС          | Інд  | Спр  | Ест  | Спр             | Пр              | МС              | Очок     | Місце    |          |
| 2012–2013 | 10        | 21        | 27        | 25        | 11         | 9          | 2          | 4       | 8       | 20      | 1       | 13      | 12      | 7          | 18         | 4          | —        | —        | 5        | —             | 3             | 9             | 5             | 2             | 4             | 8           | 12          | 6           | 31   | 16   | —    | 7               | 10              | 5               | 739      | 10       |          |

| 2011–2012 | Остерсунд | Остерсунд | Остерсунд | Гохфільцен | Гохфільцен | Гохфільцен | Хохфильцен | Хохфильцен | Хохфильцен | Обергоф | Обергоф | Обергоф | Нове Место | Нове Место | Нове Место | Анхтольц | Анхтольц | Анхтольц | Холменколен | Холменколен | Холменколен | Контіолахті | Контіолахті | Контіолахті | ЧС Рупольдінг | ЧС Рупольдінг | ЧС Рупольдінг | ЧС Рупольдінг | ЧС Рупольдінг | ЧС Рупольдінг | Ханти-Мансійськ | Ханти-Мансійськ | Ханти-Мансійськ | Підсумки | Підсумки | Підсумки |
| 2011–2012 | Інд       | Спр       | Пр        | Спр        | Пр         | Ест        | Спр        | Пр         | ЗМ         | Ест     | Спр     | МС      | Інд        | Спр        | Пр         | Спр      | Ест      | МС       | Спр         | Пр          | МС          | ЗМ          | Спр         | Пр          | ЗМ            | Спр           | Пр            | Інд           | МС            | Ест           | Спр             | Пр              | МС              | Очок     | Місце    |          |
| 2011–2012 | 33        | 16        | 13        | 40         | DNS        | 8          | 5          | 10         | 8          | 8       | 12      | 9       | 27         | 20         | 17         | 16       | 5        | 6        | —           | —           | —           | —           | 30          | 21          | 14            | 3             | 8             | 16            | 7             | 6             | 2               | 3               | 11              | 622      | 12       |          |

| 2010–2011 | Остерсунд | Остерсунд | Остерсунд | Гохфільцен | Гохфільцен | Гохфільцен | Поклюка | Поклюка | Поклюка | Обергоф | Обергоф | Обергоф | Рупольдінг | Рупольдінг | Рупольдінг | Анхтольц | Анхтольц | Анхтольц | Преск-Айл | Преск-Айл | Преск-Айл | Форт-Кент | Форт-Кент | Форт-Кент | ЧС Ханти-Мансійськ | ЧС Ханти-Мансійськ | ЧС Ханти-Мансійськ | ЧС Ханти-Мансійськ | ЧС Ханти-Мансійськ | ЧС Ханти-Мансійськ | Холменколен | Холменколен | Холменколен | Підсумки | Підсумки | Підсумки |
| 2010–2011 | Інд       | Спр       | Пр        | Спр        | Ест        | Пр         | Інд     | Спр     | ЗМ      | Ест     | Спр     | МС      | Інд        | Спр        | Пр         | Спр      | Ест      | МС       | Спр       | ЗМ        | Пр        | Спр       | Пр        | МС        | ЗМ                 | Спр                | Пр                 | Інд                | МС                 | Ест                | Спр         | Пр          | МС          | Очок     | Місце    |          |
| 2010–2011 | 27        | 31        | 22        | 15         | 2          | 15         | 11      | 15      | 2       | 4       | 7       | 6       | 7          | 20         | 12         | 16       | 8        | 24       | —         | —         | —         | —         | —         | —         | 8                  | 18                 | 17                 | 3                  | 25                 | DSQ                | 5           | 10          | 10          | 566      | 14       |          |

| 2009–2010 | Остерсунд | Остерсунд | Остерсунд | Гохфільцен | Гохфільцен | Гохфільцен | Поклюка | Поклюка | Поклюка | Обергоф | Обергоф | Обергоф | Рупольдінг | Рупольдінг | Рупольдінг | Антхольц | Антхольц | Антхольц | ОІ Ванкувер | ОІ Ванкувер | ОІ Ванкувер | ОІ Ванкувер | ОІ Ванкувер | Контіолахті | Контіолахті | Контіолахті | Холменколен | Холменколен | Холменколен | Ханти-Мансійськ | Ханти-Мансійськ | Ханти-Мансійськ | Підсумки | Підсумки |
| 2009–2010 | Інд       | Спр       | Ест       | Спр        | Пр         | Ест        | Інд     | Спр     | Пр      | Ест     | Спр     | МС      | Ест        | Спр        | МС         | Інд      | Спр      | Пр       | Спр         | Пр          | Інд         | МС          | Ест         | ЗМ          | Сп          | Пр          | Спр         | Пр          | МС          | Спр             | Мс              | ЗМ              | Очок     | Місце    |
| 2009–2010 | 20        | 36        | 6         | 20         | 25         | 9          | 36      | 14      | 13      | 4       | 18      | 5       | —          | —          | —          | 23       | 28       | 26       | 34          | 42          | 22          | —           | 6           | —           | 23          | 11          | 19          | 19          | 2           | 23              | 10              | 6               | 453      | 18       |

| 2008–2009 | Остерсунд | Остерсунд | Остерсунд | Гохфільцен | Гохфільцен | Гохфільцен | Хохфильцен | Хохфильцен | Хохфильцен | Обергоф | Обергоф | Обергоф | Рупольдінг | Рупольдінг | Рупольдінг | Анхтольц | Анхтольц | Анхтольц | ЧС Пхьончхан | ЧС Пхьончхан | ЧС Пхьончхан | ЧС Пхьончхан | ЧС Пхьончхан | ЧС Пхьончхан | Уистлер | Уистлер | Уистлер | Тронхейм | Тронхейм | Тронхейм | Ханти-Мансійськ | Ханти-Мансійськ | Ханти-Мансійськ | Підсумки | Підсумки |
| 2008–2009 | Інд       | Спр       | Пр        | Спр        | Пр         | Ест        | Інд        | Спр        | Ест        | Ест     | Спр     | МС      | Ест        | Спр        | Пр         | Спр      | Пр       | МС       | Спр          | Пр           | Інд          | ЗМ           | МС           | Ест          | Інд     | Спр     | Ест     | Спр      | Пр       | МС       | Спр             | Пр              | МС              | Очок     | Місце    |
| 2008–2009 | 8         | 4         | 11        | 45         | DNF        | 4          | 21         | 2          | 4          | 1       | DNS     | 21      | 4          | 27         | 34         | —        | —        | 21       | 26           | 19           | 12           | —            | 4            | DNF          | 3       | 6       | 4       | 7        | 11       | 24       | 5               | 4               | 18              | 626      | 13       |

| 2007–2008 | Контіолахті | Контіолахті | Контіолахті | Гохфільцен | Гохфільцен | Гохфільцен | Поклюка | Поклюка | Поклюка | Обергоф | Обергоф | Обергоф | Рупольдінг | Рупольдінг | Рупольдінг | Антхольц | Антхольц | Антхольц | ЧС Остерсунд | ЧС Остерсунд | ЧС Остерсунд | ЧС Остерсунд | ЧС Остерсунд | ЧС Остерсунд | Пхьончхан | Пхьончхан | Пхьончхан | Ханти-Мансійськ | Ханти-Мансійськ | Ханти-Мансійськ | Холменколен | Холменколен | Холменколен | Підсумки | Підсумки |
| 2007–2008 | Інд         | Спр         | Пр          | Спр        | Пр         | Ест        | Інд     | Спр     | Ест     | Ест     | Спр     | МС      | Ест        | Спр        | Пр         | Спр      | Пр       | МС       | Спр          | Пр           | ЗМ           | Інд          | МС           | Ест          | Спр       | Пр        | ЗМ        | Спр             | Пр              | МС              | Спр         | Пр          | МС          | Очок     | Місце    |
| 2007–2008 | —           | 58          | 38          | 50         | 51         | 7          | 15      | 57      | 4       | 6       | 4       | 29      | —          | —          | —          | 46       | 37       | —        | 35           | DNS          | —            | 13           | 4            | 2            | —         | —         | —         | 26              | 31              | 30              | 47          | 38          | 23          | 132      | 38       |

| 2006—2007 | Остерсунд | Остерсунд | Остерсунд | Гохфільцен | Гохфільцен | Гохфільцен | Гохфільцен | Гохфільцен | Гохфільцен | Обергоф | Обергоф | Обергоф | Рупольдінг | Рупольдінг | Рупольдінг | Поклюка | Поклюка | Поклюка | ЧС Антхольц | ЧС Антхольц | ЧС Антхольц | ЧС Антхольц | ЧС Антхольц | ЧС Антхольц | Контіолахті | Контіолахті | Контіолахті | Холменколен | Холменколен | Холменколен | Ханти-Мансійськ | Ханти-Мансійськ | Ханти-Мансійськ | Підсумки | Підсумки |
| 2006—2007 | Інд       | Спр       | Пр        | Спр        | Пр         | Ест        | Інд        | Спр        | Ест        | Ест     | Спр     | Пр      | Ест        | Спр        | МС         | Спр     | Пр      | МС      | Спр         | Пр          | Інд         | ЗМ          | Ест         | МС          | Інд         | Спр         | Пр          | Спр         | Пр          | МС          | Спр             | Пр              | МС              | Очок     | Місце    |
| 2006—2007 | 24        | 49        | 47        | 59         | DNS        | 8          | 46         | 82         | 12         | —       | —       | —       | —          | —          | —          | —       | —       | —       | 12          | 20          | 20          | —           | 9           | 20          | DNS         | 64          | —           | 52          | 49          | —           | 39              | 33              | —               | 62       | 46       |

| 2005—2006 | Остерсунд | Остерсунд | Остерсунд | Гохфільцен | Гохфільцен | Гохфільцен | Осрблі | Осрблі | Осрблі | Обергоф | Обергоф | Обергоф | Рупольдінг | Рупольдінг | Рупольдінг | Антхольц | Антхольц | Антхольц | ОІ Турин | ОІ Турин | ОІ Турин | ОІ Турин | ОІ Турин | Поклюка | Поклюка | Поклюка | Контіолахті | Контіолахті | Контіолахті | Холменколен | Холменколен | Холменколен | Підсумки | Підсумки |
| 2005—2006 | Спр       | Пр        | Ест       | Інд        | Спр        | Ест        | Інд    | Спр    | Пр     | Ест     | Спр     | МС      | Ест        | Спр        | Пр         | Спр      | Пр       | МС       | Інд      | Спр      | Пр       | Ест      | МС       | Спр     | Пр      | ЗМ      | Спр         | Пр          | МС          | Спр         | Пр          | МС          | Очок     | Місце    |
| 2005—2006 | —         | —         | —         | —          | —          | —          | —      | —      | —      | 11      | —       | —       | —          | —          | —          | —        | —        | —        | —        | —        | —        | —        | —        | —       | —       | —       | —           | —           | —           | —           | —           | —           | 0        | —        |

| У табліці відображені місця, зайняті спортсменом у гонках впродовж біатлонного сезону. Інд — індивідуальна гонка Пр — гонка переслідування Спр — спринт МС — мас-старт Ест — естафета ЗМ — змішана естафета |

## Комерційні старти

### Різдвяні перегони (World Team Challenge)
- 2012 — мас-старт з Сергієм Седнєвим 2 місце

### Меморіал Фатьянова
- 2011 — Спринт 1 місце
- 2011 — Переслідування 1 місце
- 2012 — Спринт 2 місце
- 2012 — Переслідування 2 місце

### Гонка чемпіонів
- 2011 — Змішана естафета з Емілем Свендсенем 3 місце

## Відзнаки
- Орден «За заслуги» III ст. (8 березня 2021 року) — за значний особистий внесок у соціально-економічний, науково-технічний, культурно-освітній розвиток Української держави, зразкове виконання службового обов'язку та багаторічну сумлінну працю[8]
- Лауреат Премії Кабінету Міністрів України за особливі досягнення молоді у розбудові України (2011)[9].

### У філателії

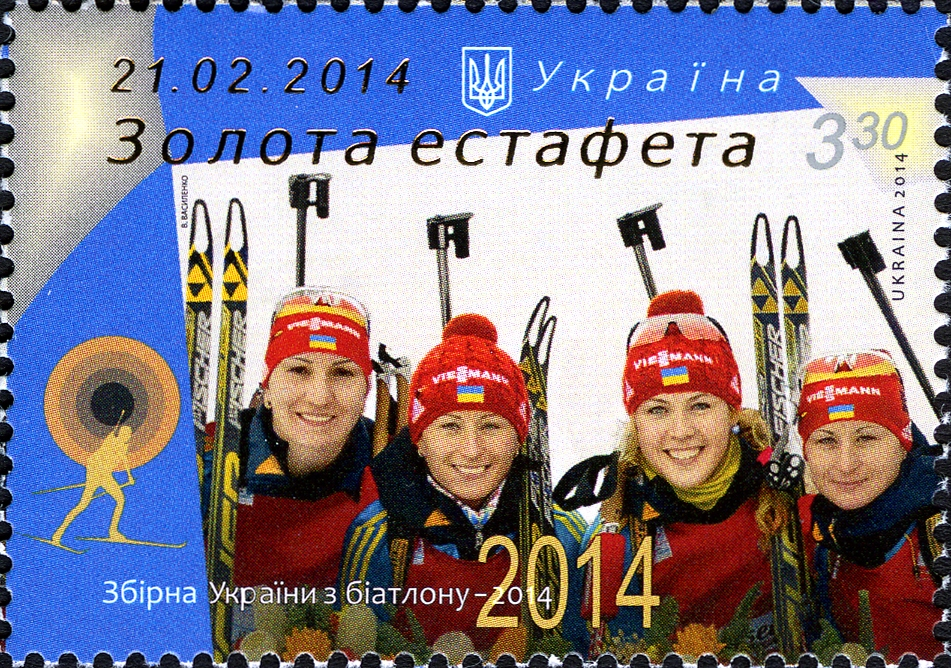
Поштова марка України, 2014

1. Поштова марка України, спецпогашення 31 січня 2014 р.[10]